# Aroa Moreno Durán

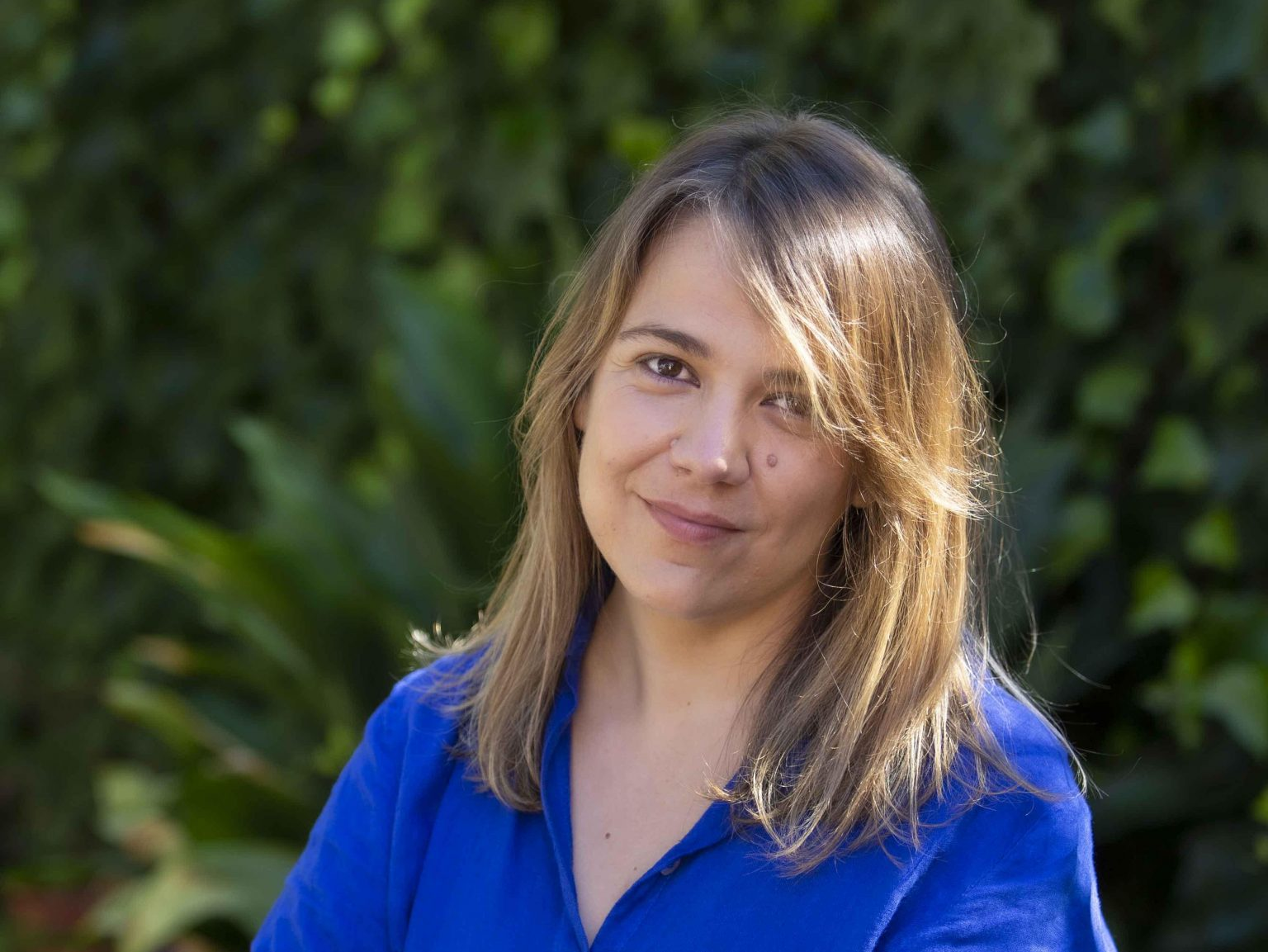
Aroa Moreno Durán

Aroa Moreno Durán (* 1981, in Madrid) ist eine spanische Journalistin und Schriftstellerin. Sie lebt in Madrid.

## Biografie
Sie studierte Journalismus an der Universität Complutense in Madrid mit Spezialisierung auf „Internationale Informationen und südliche Länder“. Sie leitete Journalismus- und Schreibworkshops in Mexiko und arbeitet mit Medien wie InfoLibro, La Marea zusammen.
Sie hat die Gedichtbände Zwanzig Jahre ohne neue Bleistifte (2009) und Jetlag (2016) veröffentlicht. Sie ist Autorin der Biografien von Frida Kahlo, Viva la vida, und von Federico García Lorca, La valiente alegría (beide 2011).
2017 erschien ihr erster Roman Die Tochter des Kommunisten. Das Buch wurde 2017 mit dem Premio Ojo Crítico de Narrativa des spanischen Radios RNE als bester Roman des Jahres ausgezeichnet.
Die Tochter des Kommunisten erzählt das Leben einer spanischen Emigrantenfamilie in der DDR, in Ost-Berlin, wo sich ihr Leben im Schatten der historischen und politischen Ereignisse abspielt, die sich von den 50er Jahren bis zum Fall der Berliner Mauer ergeben. Fernando Aramburu urteilte: »Nur jemand mit Talent, einem interessanten Thema und Solidarität mit den Verlierern der Geschichte kann einen so wunderbaren Roman schreiben.« Der Roman wurde in sieben Sprachen übersetzt.
2022 folgte der Roman La Bajamar (dt. Ruths Geheimnis), für den sie den Literaturpreis Grand Continent gewann.
La Bajamar (dt. Ruths Geheimnis) erzählt die Geschichte einer Familie aus dem Baskenland über drei Generationen von Frauen. Vom Bürgerkrieg und Exil bis in die Gegenwart, durch die Jahre des ETA-Terrorismus. Im Jahr 2022 erschien die italienische Übersetzung, 2023 wurde die polnische und 2025 die französische Übersetzung veröffentlicht.

## Werke

### Gedichte
- Veinte años sin lápices nuevos. Alumbre, 2009, ISBN 978-84-96583-98-6
- Jet lag. Baile del Sol, 2016, ISBN 978-84-16794-10-2

### Biografien
- Frida Kahlo. Viva la vida. Difusión Centro de Publicación y Publicaciones de idiomas, 2011, ISBN 978-84-8443-736-9[3]
- Lorca. La valiente alegría. 2012, ISBN 978-84-8443-737-6

### Romane
- La hija del comunista. Caballo de Troya, 2017, ISBN 978-84-15451-80-8
- La bajamar. Literatura Random House, 2022, ISBN 978-84-397-3993-7

### Werke auf Deutsch
- Aroa Moreno Durán: Die Tochter des Kommunisten. Aus dem Spanischen von Marianne Gareis. Btb, München 2022, ISBN 978-3-442-75904-0
- Aroa Moreno Durán: Ruths Geheimnis. Aus dem Spanischen von Marianne Gareis, Btb, München 2024, ISBN 978-3-442-75906-4

## Auszeichnungen
- Premio Ojo Crítico de Narrativa 2017 für La hija del comunista.[12]
- Literaturpreis Grand Continent 2022 für La bajamar.[8]